# وسیله پرتاب ماهواره قطبی
وسیلهٔ پرتاب ماهوارهٔ قطبی یا پرتابگر ماهوارهٔ قطبی (به انگلیسی: Polar Satellite Launch Vehicle)، که معمولاً بنام مخفف آن: (پی‌اس‌ال‌وی PSLV) شناخته شده، یک سامانه یک‌بارمصرف پرتاب است که توسط سازمان پژوهش‌های فضایی هند (آی‌اس‌آراُ ISRO) ساخته شده و اداره می‌شود. توسعهٔ این وسیله پرتاب اجازه می‌دهد تا هند در راه‌اندازی و پرتاب ماهواره‌های سنجش از دور هند (آی‌آراس IRS) به مدار خورشیدآهنگ؛ خدماتی که در سال‌های پیش، تا پیدایش و توسعهٔ (پی‌اس‌ال‌وی PSLV)، تنها به صورت تجاری و از سوی سازمان فضایی روسیه در دسترس بود از آن استفاده کند. (پی‌اس‌ال‌وی) همچنین می‌تواند ماهواره‌های با اندازه‌های کوچک را برای قرارگرفتن در مدار زمین‌ثابت انتقال (جی‌تی‌اُ GTO) راه‌اندازی کند.
در سال ۲۰۱۵ هند با موفقیت پرتاب ۱۷ ماهوارهٔ خارجی متعلق به کانادا، اندونزی، سنگاپور، انگلستان و ایالات متحده را راه‌اندازی کرد. برخی محموله‌های قابل توجه راه‌اندازی شده توسط (پی‌اس‌ال‌وی) شامل اولین کاوشگر هند چاندریان-۱؛ نخستین مأموریت بین سیاره‌ای هند، مانگالیان (مدارگرد مریخ) و اولین رصدخانه فضایی هند، استروسات بوده‌است. .